# Georges Focus
Georges Focus (Châteaudun, tra il 1639 e il 1641 oppure nel 1644 – Parigi, 26 febbraio 1708) è stato un incisore, pittore e disegnatore francese.
André Félibien lo chiama Georges Faucus. Membro della Académie royale de peinture et de sculpture, frequenta Charles Le Brun e Gérard Audran, ed è particolarmente famoso per i disegni che ha fatto mentre soffriva di una malattia psichiatrica.

## Biografia

### Famiglia
La famiglia di Focus sembra essere stata moderatamente ricca; suo padre possedeva un negozio di lana e serge a Parigi .

### Formazione
Intorno ai 15 anni, Focus divenne apprendista presso Louis Elle . È possibile che abbia anche ricevuto lezioni dall'incisore Israel Silvestre.

### Soggiorno a Roma
Giovane artista, Georges Focus è uno dei primi pensionanti inviati a Roma da Charles Errard; ci rimane almeno dal 1666 al 1669 , . Vive dapprima nella parrocchia di San Lorenzo in Lucina, dove vivevano molti artisti francesi, poi nella parrocchia di Santo Spirito in Sassia, allo stesso indirizzo di Gérard Audran, Thomas of Saint Vincent, Etienne Aubry e Marc Nattier  .

### Membro della Académie royale de peinture et de sculpture
Il 28 giugno 1675, consegnò il suo pezzo di accoglienza e poi giurò come membro dell'Accademia . La pittura, un paesaggio, era ancora conservata sotto la Rivoluzione francese, ma è considerata perduta nel 1910 da A. Fontaine. Focus ha partecipato attivamente alla vita dell'Accademia fino al 1681, il suo nome è ancora nelle liste nel 1683 .
Nel 1679, dipinse sedici piccoli dipinti di paesaggi per gli appartamenti dei Duchi di Chevreuse e Beauvilliers nella Reggia di Versailles, e ricevette 480 "livres". Forse erano soprapporta; sono oggi considerati persi.
Il catalogo delle sue opere incise fu preparato da Robert - Dumesnil (1836) e poi da Weigert come parte dell'inventario dei fondi francesi della Biblioteca nazionale (1961). Consista solo in otto pezzi, tra cui una serie di sei stampe raffiguranti paesaggi romani, dedicata a Charles Le Brun e pubblicata da Gérard Audran, nel 1678.
Infine, conosciamo alcuni disegni, preparatori di queste stampe (School of Fine Arts, Besançon Museum) o no ( Museo del Louvre ), nonché un disegno molto più libero in stile a Chicago (Art Institute) . L'artista viene rapidamente dimenticato.

### Follia e internamento
Divenuto matto, internato nel manicomio delle  "Petites Maisons", produsse intorno all'anno 1694 un centinaio di disegni (Edimburgo, Biblioteca dell'Università, Parigi) relativi alle sue delusioni, in cui le sue fantasie (si prende per il re o il Papa, pensa di essere perseguitato dall'Accademia, ha paura della Bestia di Gâtinais, ecc.) prendono vita. Includono cartucce piene di testi contenenti molti aneddoti sulla sua vita e i suoi contemporanei. Questi disegni sono stati probabilmente recuperati da parenti di Focus; sono stati conservati fino al XXI secolo grazie alla loro qualità artistica.
I suoi contemporanei avrebbero probabilmente definito la sua follia come "mania"; Bernard Granger, professore di psichiatria all'Università René Descartes, propone, con cautela, la diagnosi retrospettiva del disturbo schizoaffettivo.

### Dopo la sua morte
Secondo Mariette, che scrisse mezzo secolo dopo la sua morte, Focus morì a Les Petites Maisons il 27 febbraio 1708 (26 febbraio, secondo l'elenco degli accademici). Jal che ha avuto accesso all'elenco delle morti delle Petites Misons confuta tuttavia le circostanze di questa morte (errore di luogo o data - non trova traccia nei registri) . L'opera ricade nell'oblio fino alla fine del XX secolo. Nel 2010, a Parigi, in un archivio di famiglia, è stata trovata una scatola contenente una serie di fogli firmati Focus. Una mostra all'École nationale supérieure des beaux-arts di Parigi nel 2018, permette di prendere la misura della "scrittura disegnata" di un artista pazzo del XVII secolo .

## Stile

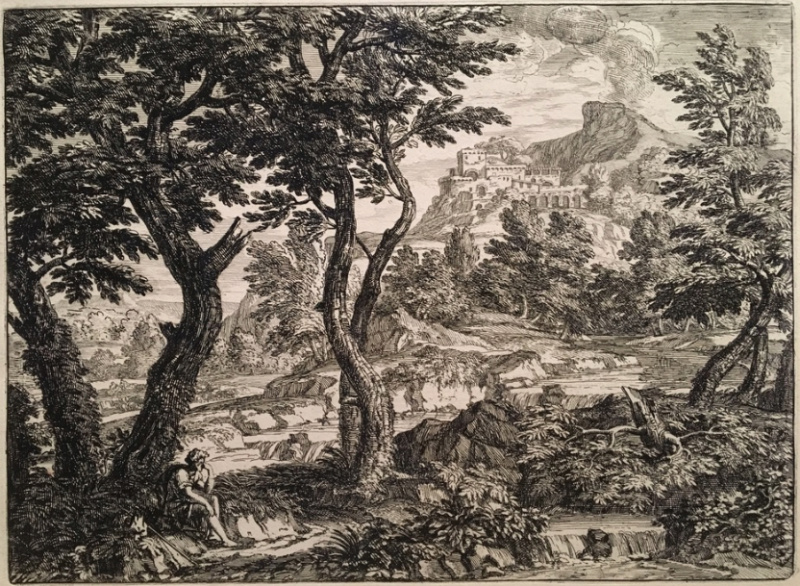
Georges Focus, Veduta Italiana (stampa)

Le sue incisioni spesso rappresentano paesaggi in uno stile italiano vicino a quello di Gaspard Dughet, Francisque Millet o Étienne Allegrain.
I suoi tardi disegni evocano artisti dell'arte brut, come Wolfli o Aloïse Corbaz.

## Pubblicazioni
- Diverses Veuës d’Italie, 1678